# Апрелевка
Апре́левка (на руски: Апрелевка) е град (от 1961 г.) в Наро-Фомински район, Московска област, Русия.

## География
Населението на Апрелевка е 26 610 души през 2017 година.
Градът е разположен на брега на река Десна. Намира се на 42 километра югозападно от столицата и областен център Москва.